# مدرسة المكمن الإسلامية
مدرسة المكمن الإسلامية (بالإندونيسية: Pesantren Al-Mukmin) هي مدرسة داخلية إسلامية تقع في نغروكي، إحدى ضواحي مدينة سوراكارتا جاوة الوسطى إندونيسيا. تأسست عام 1972 على يد «الرئيس الروحي» المزعوم لمنظمة الجماعة الإسلامية في جنوب شرق آسيا أبو بكر باعشير وعبد الله سنجكر. اقتصرت أنشطة المكمن في البداية على النقاش الديني بعد صلاة الظهر. بعد اهتمام متزايد قام المؤسسون بتوسيع «المكمن» إلى مدرسة «المدرسة الإسلامية» ثم إلى مدرسة داخلية. تضم حاليًا أكثر من 2.000 طالب تتراوح أعمارهم بين 12 و18.
تورط عدد من الأشخاص المرتبطين بالمدرسة في سلسلة من الهجمات الإرهابية الإسلامية السنية، وصفت مجموعة الأزمات الدولية المدرسة بأنها «رابطة اللبلاب» لمجندي الجماعة الإسلامية. ادعي أن صور أيه كيه-47 معلقة في الممرات، وعلامة أعلى الفصول الدراسية تقول: «الموت في سبيل الله هو أعلى طموحنا»، «عش كرجل نبيل أو موت كشهيد».